# زلتستال
زلتستال (به آلمانی: Selzthal) یک منطقهٔ مسکونی در اتریش است که در ناحیه لیتسن واقع شده‌است. زلتستال ۱۶٫۷۵ کیلومتر مربع مساحت دارد ۶۳۶ متر بالاتر از سطح دریا واقع شده‌است.